# Утяковська сільська рада
Утя́ковська сільська рада (рос. Утяковский сельский совет) — муніципальне утворення у складі Гафурійського району Башкортостану, Росія. Адміністративний центр — село Утяково.

## Населення
Населення — 800 осіб (2019, 951 в 2010, 1080 в 2002).

## Склад
До складу поселення входять такі населені пункти:
| Населений пункт     | Населення, осіб (2002) | Населення, осіб (2010) |
| ------------------- | ---------------------- | ---------------------- |
| Ігенчеляр, присілок | 104                    | 107                    |
| Іктісад, присілок   | 7                      | 7                      |
| Тугаєво, присілок   | 309                    | 270                    |
| Утяково, село       | 660                    | 567                    |